# Arietidi

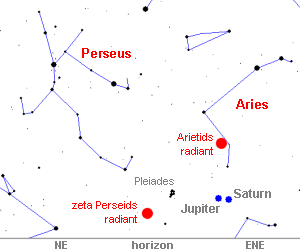
Cielo dell'est alle 5:00 UTC del 7 giugno del 2000, da una latitudine mediamente a nord, osservando le Arietidi.

Le Arietidi sono uno sciame meteorico che è visibile ogni anno dal 22 maggio al 2 luglio, con il picco il 7 giugno. Lo sciame durante il picco raggiunge un tasso orario zenitale (ZHR) di 60. La loro sigla internazionale è ARI. Le Arietidi sono con le Zeta Perseidi lo sciame meteorico diurno più intenso.
Questo sciame fu scoperto dal radiotelescopio di Jodrell Bank in Inghilterra durante l'estate del 1947. Il corpo progenitore dello sciame è ancora sconosciuto, sebbene alcuni studiosi abbiano avanzato l'ipotesi che possa essere stato originato dall'asteroide 1566 Icarus. La vicinanza del radiante al Sole fa sì che sia molto difficile vedere visualmente meteore appartenenti a questo sciame: il momento migliore per vederne è ad aurora iniziata.